# شاهين عطية
شاهين بن منصور بن حنا عطية (1835 - 1913) عالم أدبي ومدرّس لبناني ومن أعلام عصر النهضة. ولد في سوق الغرب ونشأ بها. درس في بيروت وبعد تخرجه عمل مدرّسًا في عدة مدارس بيروت وبيت جالا وغيرهما. اشتغل بالتأليف واشتهر بمعرفة دقائق اللغة العربية،‌ ووقف على طبع كثير من الكتب الأدبية، لم يكتبها باسمه بل باسم غيره، وله قصائد متفرقة. توفي إثر سكتة دماغية بمسقط رأسه عن 78 عامًا. هو والد كل من رشيد وجورجي عطية.

## سيرته
هو شاهين بن منصور بن حنا بن عبد المسيح عطية. ولد سنة 1835 في سوق الغرب بقضاء عاليه من محافظة جبل لبنان لعائلة بسيطة مسيحية أرثوذكسية، ونشأ بها. ثم درس اللغة العربية والمنطق على ناصيف اليازجي، ويوسف الأسير. ثم دخل مدرسة الثلاثة الأقمار في بيروت، وبعد نال شهادتها اشتغل بالتدريس فيها، وبالمدرسة الإكليريكية الأرثوذكسية في لبنان، ثم مدرسة الجمعية الفلسطينية الروسية في بيت جالا، ومدارس أخرى. عندما ارادت الجمعية الأمبراطورية الفلسطينية الروسية الأرثوذكسية في عام 1897 افتتاح دار للمعلمات في بيت جالا في فلسطين لتدريب وتأهيل معلمات لمدارسها الابتدائي، دعته لتعليم العربية بفروعها، فدرّس في دار المعلمات هذه مدة ثلاث عشرة سنة.فتخرج عليه تلاميذ كثيرون، من كبار رجال الإكليروس الأرثوذكسي. 

وصف بأنه كان «كان صافي القلب والضمير لايعرف الحقد، مسلماً لجميع الناس، ومحباً وممارساً لأفعال الخير والرحمة والاحسان، كان قوي الارادة نشيطاً في أعماله، وقد بقيت له همة الشباب حتى بلوغه سن الشيوخ. كان شديد التواضع يكره الظهور ويبتعد عن الشهرة والتكريم، وكان مع لطفه الجزيل وقوراً شديد المهابة، يحمل جليسه على احترامه ومهابته.» 

توفي يوم 8 فبراير (شباط) 1913 في سوق الغرب بالسكتة الدماغية. 

## حياته الشخصية
تزوج عام 1873 من مريم ابنة الخوري جرجس أبي مراد من وادي شحرور ورزق بثلاثة بنين وثلاث بنات، منهم رشيد وجورجي. 

## آثاره
له شروح مختصرة لديوان أبي تمام (1889) وديوان الحماسة، وكليلة ودمنة، ووقائع تلماك، وشرح رسائل أبي العلاء المعري، وله عدة روايات تمثيلية. من مؤلفاته:
- «عقود الدرر في شرح شواهد المختصر»، شرح به القواعد الشعرية الواردة في أرجوزة ناصيف اليازجي.
- «عاقبة سوء التربية»، رواية شعرية نثرية مُثِّلتْ في بيروت في المدرسة الأرثوذكسية الكبرى سنة 1877
- «سليمان الحكيم والجاريتين»، رواية شعرية
- «تاريخ آداب اللغة العربية»، مختصر